# Jezero-kráter
A Jezero-kráter a Marson található, az é.sz. 18,38° k.h. 77,58°  ponton, a Syrtis Major négyszögben. A kráter átmérője körülbelül 49 km.
Úgy gondolják, hogy legalább egy marsi földtörténeti korban víz borította. A kráterben lévő tó akkor volt jelen, amikor völgyhálózatok alakultak ki a Marson. A delta és a csatornák tanulmányozása alapján arra a következtetésre jutottak, hogy a kráter belsejében lévő tó valószínűleg egy olyan időszakban keletkezett, amelyben a bolygó felszínén folyamatos vízfolyások mentek végbe.
2007-ben, az ősi tó felfedezését követően, a krátert Jezeróról nevezték el Bosznia Hercegovinában, az ország számos névadó városának egyikében. Több szláv nyelvben a jezero szó jelentése „tó”. 2018 novemberében bejelentették, hogy Jezerót választották a Perseverance rover leszállóhelyévé a NASA Mars 2020 küldetésének részeként. 2020 novemberében sziklaömlésre utaló bizonyítékokat találtak a delta lerakódásainak lejtőin, amelyeket a rover fog felderíteni. A Perseverance 2021. február 18-án sikeresen landolt a kráterben.

## A kráter
Egy 2015. márciusi tanulmányában a Brown Egyetem kutatói leírták, hogy létezett egy ősi marsi tórendszer Jezeróban. A tanulmány azt az elképzelést vetette fel, hogy a víz legalább két külön alkalommal töltötte be a krátert. A kráter északi és nyugati oldalán két csatorna található, amelyek valószínűleg vízzel látták el. A csatornák mindegyikének van egy deltaszerű lerakódása, ahol az üledéket víz vitte tovább és rakta le a tóban. Egy adott átmérőjű kráterek várhatóan bizonyos mélységűek lesznek, a vártnál kisebb mélység azt jelenti, hogy üledék került a kráterbe. A számítások azt sugallják, hogy a kráter körülbelül 1 kilométer üledéket képes eltartani. Az üledék nagy részét csatornák hordták be. Mivel úgy gondolják, hogy a tó hosszú életű volt, élet alakulhatott ki a kráterben. A delta tízmillió év alatt alakulhatott ki. A kráterben és környékén agyagásványokat fedeztek fel. A Mars Reconnaissance Orbiter szmektiteket azonosított. Víz jelenlétében képződnek, ezért valószínűleg ez a terület valamikor visszatartotta a vizet és talán az ősi időkben az életet is. Az aljzat helyenként sokszögű mintázatúvá válik, ilyen alakzatok gyakran alakulnak ki, amikor az agyag kiszárad.

## Kutatások
A Jezero-krátert, amelyet egykor a Mars Tudományos Laboratórium helyszínének tekintettek, később a 2020-as Perseverance rover-küldetés leszállóhelyeként javasolták. A Mars 2020 küldetés elsődleges célja az ősi élet jeleinek felkutatása. Remélhetőleg egy későbbi misszió visszahozhat mintákat olyan helyekről, amelyekről kiderül, hogy valószínűleg életmaradványokat tartalmaznak. A jármű biztonságos lerakásához 20 km széles, sima, sík és kör alakú területre volt szükség. A geológusok remélik, hogy meg tudják vizsgálni azokat a helyeket, ahol a tó volt. Szeretnék megvizsgálni az üledékrétegeket. Az ESA-NASA csapata hárommintás architektúra-koncepciót készített a mintavételhez.
Egy tervezett 2026 júliusi indítás után egy új rover összegyűjti a Mars 2020 által hátrahagyott mintákat, és eljuttatja azokat egy rakétához. Ha a Mars 2020 még akkor is működik, akkor mintákat szállíthat a felszállási helyhez.

## Fordítás
- Ez a szócikk részben vagy egészben  a   Jezero (crater) című angol Wikipédia-szócikk ezen változatának fordításán alapul.  Az eredeti cikk szerkesztőit annak laptörténete sorolja fel. Ez a jelzés csupán a megfogalmazás eredetét és a szerzői jogokat jelzi, nem szolgál a cikkben szereplő információk forrásmegjelöléseként.